# Echos
Echos es el octavo álbum de estudio de la agrupación de metal gótico alemana Lacrimosa. Fue lanzado al mercado en 2003, conteniendo ocho canciones, la mayoría de ellas en alemán.

## Generalidades
Cabe destacar que existe una versión de la canción "Durch Nacht Und Flut" en español, considerada por la banda como "un regalo al público de habla hispana". Esta versión se puede encontrar escondida al final del álbum, aproximadamente en el minuto 17 de la última canción. La versión mexicana de este álbum contiene, en lugar de la versión original de "Durch Nacht Un Flut", la versión en español, aparte de una pista adicional ("Road to Pain") y un booklet adicional el cual contiene la traducción en español de las canciones del álbum (a excepción de "Road To Pain").
Es un álbum que se destaca por la muy elaborada intervención de arreglos orquestales y electrónicos, siendo sin duda "Kyrie", el primer tema, el mejor ejemplo de la orquestación (es una obra totalmente instrumental), mientras que "Ein Hauch von Menschlichkeit" ilustra la calidad de los arreglos electrónicos. Lacrimosa es una agrupación que se caracteriza por presentar sus trabajos en función de una historia. En este caso el arlequín se aventura por los mares para encontrar a Elodia, su amada. El transcurso de esta búsqueda le da paso a la historia de Echos.

## Canciones
1. "Kyrie" - Señor (del Kyrie eleison = Señor ten piedad) (12:42)
2. "Durch Nacht und Flut" - A través de la noche y los mares (6:05)
3. "Sacrifice" - Sacrificio (9:30)
4. "Apart" - Fuera (4:18)
5. "Ein Hauch von Menschlichkeit" - Un toque de humanidad (5:05)
6. "Eine Nacht in Ewigkeit" - Una noche en la eternidad (5:52)
7. "Malina" - Malina (4:48)
8. "Die Schreie sind verstummt" - Los gritos son silenciados (12:44)
9. Bonus track (México).- "Road to pain" - Camino al dolor (4:32)

## Durch Nacht und Flut
Sencillo desprendido de Echos
1. "Durch Nacht und Flut" (single versión)
2. "Durch Nacht und Flut" (original versión)
3. "Und du fällst" - Y tú caes
4. "Komet" (secret Discovery mix)
5. "Durch Nacht und Flut" (zeromancer mix)
6. "Not every pain hurts" - No todas las penas hieren
7. "Promised land" - Tierra prometida